# Westlife
Westlife a fost o trupă pop irlandeză formată în 1998. S-a desființat în iunie 2012 după terminarea turneului de adio. Trupa a fost alcătuită din Nicky Byrne, Kian Egan, Mark Feehily și Shane Filan. Brian McFadden a fost și el membru până în 2004. Trupa este singura din istoria muzicii britanice sau irlandeze care să aibă primele șapte single-uri direct pe locul 1 și au vândut peste 45 de milioane de discuri la nivel mondial.
Westlife au semnat contractul inițial cu Simon Cowell și au ca manager în prezent pe Louis Walsh. Au avut 14 single-uri numărul 1 în Regatul Unit, pe locul trei în istoria muzicii britanice, la egalitate cu Cliff Richard și în spatele lui Elvis Presley și The Beatles. Trupa a învins câteva recorduri importante, inclusiv "Artistul cu cele mai multe single-uri numărul 1 consecutive în Regatul Unit". A fost anunțat oficial de către Official Charts Company că sunt pe locul 2 în topul "cei mai bine vânduți artiști" (în spatele lui Robbie Williams) și "cea mai mare trupă a deceniului" (învingând trupa Coldplay) în Regatul Unit cu 11 milioane de albume vândute.

## Istorie

### Formarea (1998-1999)
Înainte de a avea succes, Egan, Feehily și Filan împreună cu Derrick Lacey, Graham Keighron și Michael Garret (toți șase din Sligo) au făcut parte din trupa pop vocală Six as One care mai târziu și-a schimbat numele în IOYOU. Administrați de coregrafa Mary McDonagh au lansat un single numit "Together Girl Forever". Louis Walsh, managerul trupei boyband din anii 1990 Boyzone,  a fost contactat de mama lui Filan și așa a cunoscut trupa. Totuși, IOYOU nu a primit acordul lui Simon Cowell de a semna un contract cu BMG și astfel au fost necesare niște modificări. La trei membri din IOYOU li s-au spus ca nu mai pot face parte din noua trupă iar audiții au fost ținute în Dublin unde au fost recrutați Byrne și McFadden. Noua trupă, formată pe 3 iulie 1998, a fost redenumită Westside dar având în vedere că acest nume era deja purtat de o altă trupă, a fost schimbat în Westlife. În Westlife - Our Story, Byrne a spus că el voia ca trupa să se numească West High dar ceilalți au vrut Westlife. Brian și-a schimbat numele în Bryan pentru a-i fi mai ușor să semneze autografe. Solistul Boyzone Ronan Keating a fost adus pentru a fi co-manager alături de Walsh. Apoi trupa a lansat un EP numit Swear It Again, deși numai în Asia.

### Visele devin realitate -World of Our Own(1998 - 2002)
Primul moment important al trupei a venit în 1998 când au facut deschiderea concertelor trupelor Boyzone și Backstreet Boys din Dublin. În martie 1999, trupa a lansat primul single, "Swear It Again", care a ocupat locul 1 al topurilor britanice și irlandeze timp de două săptămâni. Al doilea lor single, "If I Let You Go", lansat în august 1999 împreună cu aclamata "Flying Without Wings" (primul lor "Record of the Year"), lansat în luna octombrie a aceluiași an, au ocupat și ele locul 1. "Flying Without Wings" a fost inclusă și pe coloana sonoră a filmului lui Warner Bros., Pokemon: The Movie 2000. Primul lor album, numit Westlife, a fost lansat în noiembrie 1999 și a ocupat locul 2 în Regatul Unit. Ironic, albumul a avut cea mai mare cădere din istoria muzicii britanice, coborând de pe locul 3 pe locul 37 în doar o săptămână. În decembrie 1999, al patrulea lor single "I Have a Dream/Seasons In The Sun a învins melodia lui Cliff Richard, "The Millennium Prayer" de pe locul 1, și le-a adus premiul "Christmas number-one single" în Regatul Unit pe anul 1999. Al cincilea și ultimul single de pe album, "Fool Again", a ocupat și el locul 1. Apoi, trupa a plecat într-un turneu britanic, american și asiatic pentru a-și promova albumul de debut înainte de a lansa al doilea album.
Coast to Coast a fost lansat un an mai târziu și a fost primul lor album numărul 1 în Regatul unit, învingând albumul Forever al lui Spice Girls. A fost pe locul 4 în topul celor mai bine vândute albume în Regatul Unit pe anul 2000 și este cel mai bine vândut album Westlife de până acum. Albumul a fost precedat de un duet cu Mariah Carey pentru a interpreta melodia lui Phil Collins "Against All Odds (Take a Look at Me Now)" și melodia originală "My Love" (care le-a adus al doilea premiu "Record of the Year"). Ambele single-uri au ocupat locul 1 în topurile britanice. Prin aceasta, Westlife a învins un record neașteptat având primele șapte single-uri de debut pe locul 1 în Regatul Unit, la egalitate cu The Beatles. Totuși, în decembrie 2000, au eșuat să sigileze recordul cu melodia lor lansată doar în Irlanda și Regatul Unit, "What Makes a Man". În afara Irlandei/Regatului Unit au lansat "I Lay My Love on You" și "When You're Looking Like That" care au avut succes în topuri. În 2001 au plecat în primul lor turneu mondial, "Where Dreams Come True Tour".
Westlife a lansat World of Our Own, al treilea lor album, în noiembrie 2001. "Uptown Girl", "Queen of my Heart" și "World of Our Own" au fost lansate ca single, toate trei ocupând locul 1 în Regatul Unit. "Bop Bop Baby" a fost și el lansat ca single dar a ocupat locul 5 în Regatul Unit. În 2002, Westlife a plecat în al doilea turneu mondial, "World of Our Own Tour".

### Unbreakable - Plecarea lui Bryan (2002 - 2004)
Trupa a lansat al unsprezecelea single numărul 1, Unbreakable, în 2002. În ciuda zvonurilor de despărțire, Westlife a lansat primul album "greatest hits" în luna noiembrie a aceluiași an. Albumul Unbreakable Vol. 1: The Greatest Hits a urcat pe locul 1. Au lansat un single dublu, Tonight/Miss You Nights, care a ocupat locul 3 în Regatul Unit. În 2003, băieții au plecat în al treilea turneu mondial, The Greatest Hits Tour, dezmințind orice zvonuri de despărțire.
În septembrie 2003, Westlife a lansat Hey Whatever, care a ocupat locul 4 în topurile britanice. Al patrulea album de studio, Turnaround, a fost lansat în noiembrie, fiind un nou album numărul 1 pentru trupă. Mandy, o intepretare a piesei lui Barry Manilow, a fost lansat în noiembrie 2003. Aceasta melodie le-a adus premiul "Melodia anului" pentru a treia oară în cinci ani. Versiunea lor a piesei Mandy este considerată piesa cu cea mai mare urcare din istoria topurilor britanice, urcând de pe locul 200 pe locul 1. Obvious a fost lansat ca ultimul single de pe album, ocupând locul 3. Pe 9 martie 2004, cu doar trei săptămâni înainte de a porni în al patrulea turneu mondial, Bryan McFadden a părăsit trupa pentru a petrece mai mult timp cu familia și pentru a-și începe o carieră solo. Ultima apariție în public a lui Bryan împreună cu Westlife a fost la clubul de noapte Newcastle Upon Tyne's Powerhouse pe 27 februarie 2004. A început ulterior o carieră solo și a lansat primul său single, Real To Me care a intrat în topurile britanice pe locul 1 și, la puțin timp după aceea, a lansat primul său album solo, Irish Son. A continuat să mai lanseze câteva single-uri dar toate au fost succese modeste.

### Allow Us... - 10 ani (2004 - 2009)
La mai puțin de o lună de la plecarea lui McFadden, trupa a plecat în turneul Turnaround Tour. Apoi au lansat un album inspirat din gașca "Ratpack", Allow Us To Be Frank, care a atins locul 3. Niciun single de pe acest album nu a fost lansat în Regatul Unit. Ain't That A Kick In The Head, împreună cu un videoclip muzical, a fost lansat ca single în alte țări europene. Dupa ce au terminat turneul Number Ones Tour, și-au luat 4 luni pauză.
În 2005, Westlife a lansat single-ul de revenire, You Raise Me Up, care a fost preluat de pe albumul Face to Face. Pe 6 noiembrie 2005, atât melodia cat și albumul se aflau pe locul 1 în Regatul Unit, fiind pentru prima dată când trupa avea și melodia și albumul pe locul 1 în acelasi timp. You Raise Me Up le-a adus, de asemenea, al patrulea premiu "Melodia anului". În luna decembrie a aceluiași an au lansat When You Tell Me That You Love Me, un duet cu Diana Ross, care a ocupat locul 2. Apoi Westlife a lansat ultimul single, Amazing, care a debutat pe locul 4 și este cel mai slab vândut single al trupei de până acum. După aceea, Westlife a pornit în turneul Face to Face Tour, având spectacole în Regatul Unit, Irlanda, Australia și Asia. În cadrul acestui turneu, Westlife a cântat pentru prima dată în China continentatală.
La sfârșitul anului 2006, Westlife a semnat un nou contract cu Sony BMG, valabil pentru 5 albume. Al optulea lor album, The Love Album, a fost unul cu intepretări ale unor melodii de dragoste celebre. Albumul a învins alte albume compilații în prima săptămână, ocupând locul 1. Primul single de pe album, intepretarea piesei The Rose a lui Bette Midler, a devenit al paisprezecelea single numărul 1 în Regatul Unit pentru Westlife. Aceasta a făcut Westlife să ocupe locul 3 (la egalitate cu Cliff Richard) în topul celor mai numeroase piese numărul 1 din Regatul Unit, după Elvis Presley (21) și The Beatles (17). După aceea, Westlife a pornit în al optulea turneu mondial, The Love Tour.
Pe 5 noiembrie 2007, Westlife a lansat al nouălea album, Back Home, care conținea nouă piese originale împreună cu 3 intepretări. Albumul a debutat pe locul 1 în topurile britanice și a fost pe locul 5 în topul celor mai bine vândute albume pe anul 2007 în Regatul Unit. Primul single de pe album a fost o interpretare a melodiei lui Michael Bublé, Home, care a ocupat locul 3 în Regatul Unit. Câteva luni mai târziu, Us Against the World a fost lansat ca al doilea single în Irlanda și Regatul Unit. A ocupat locul 8 și este single-ul trupei cu cea mai slabă performanță din topuri de până acum. Înainte de a lansa al doilea single, au plecat în turneul Back Home Tour pe 25 februarie 2008. În cadrul acestui turneu, ei au cântat pentru prima dată în Noua Zeelandă, având concerte cu casa închisă la Auckland, Wellington, New Plymouth și Christchurch.
Pentru a marca al zecelea an al lor în muzica, Westlife a ținut un concert cu casa închisă numit 10 Years of Westlife pe al 33-lea din lume și al patrulea stadion din Europa ca mărime, Croke Park, pe 1 iunie 2008. Cu o capacitate de 82.300 de locuri, este cel mai mare concert al trupei de până acum. Shane a confirmat ca un DVD al concertului va fi lansat. Trupa a declarat ca va lua un an pauză dupa turneul Back Home Tour și că nu vor lansa niciun album în 2008, acordând mai mult timp pregătirii celui de-al zecelea album. Pe 24 noiembrie 2008, DVD-ul 10 Years of Westlife: Live at Croke Park Stadium a fost lansat și a urcat direct pe locul 1 în Irlanda, Regatul Unit, Africa de Sud, Hong Kong și Noua Zeelandă.

### Where We Are(2009-prezent)
Noul lor album, Where We Are, a fost lansat pe 30 noiembrie, 2009 în Regatul Unit, ocupând locul 2 în Regatul Unit și Irlanda. Noul single, What About Now, a fost lansat cu o lună mai înainte, pe 23 octombrie, 2009, ocupând locul 2 atât în Regatul Unit cât și în Irlanda. Lista de melodii pentru noul album a fost dezvaluită pe 26 octombrie 2009. Trupa este hotărâtă să colaboreze pentru a doua oară cu Mariah Carey și va fi pentru următorul single al lui Mariah, Call Me Now.

## Piața americană
Westlife nu a reușit niciodată să dea lovitura pe piața americană. Melodia lor de debut, Swear It Again, lansată în SUA în 2000, a fost un hit la radio iar trupa chiar a fost invitată să cânte la MTV Total Request Live. Piesa a ocupat locul 20 în Billboard Top 100 iar la sfârșitul anului 2000 a ocupat locul 75. O versiune americană a albumului lor de debut, Westlife, a fost lansată. În 2002 a avut loc o încercare de a promova și lansa o versiune americană a albumului World of Our Own dar ideea a fost abandonată deoarece s-a hotărât promovarea albumului în piețele străine unde aveau mai mulți fani. Aceasta a fost o decizie surprinzătoare deoarece nu și-au mărit potențialul și nu au profitat de faptul că trupele americane Backstreet Boys și N'Sync au intrat în pauză acel an. În 2003 Westlife a mers în Nashville pentru a filma un documentar pentru BBC numit "Swapping Notes: Westlife Go Country". În timp ce erau acolo, au interpretat live melodia Daytime Friends a lui Kenny Rogers, intepretare care le-au adus multă apreciere critică.

## Colaborări
Trupa a colaborat cu unele dintre cele mai celebre nume din industria muzicală, cum ar fi Mariah Carey (Against All Odds (Take a Look at Me Now)), Lulu (Back at One), Joanne Hindley (The Way You Look Tonight), Diana Ross (When You Tell Me That You Love Me), Donna Summer (No More Tears (Enough Is Enough)) și Delta Goodrem (All Out of Love). Aceste melodii au fost înregistrate și lansate pe diferite albume.
De asemenea, au intepretat duete live cu nume celebre ale industriei muzicale, inclusiv Sinéad O'Connor (Silent Night), Donny Osmond (Crazy Horses), Mariah Carey (Never Too Far/Hero Medley), Secret Garden (You Raise Me Up), Lionel Richie (Easy), Ronan Keating (The Dance), Dolores O'Riordan (Little Drummer Boy), Raymond Quinn (That's Life), Wang Lee Hom (You Raise Me Up), Mary Black (Walking In The Air), Kevin Spacey (Fly Me to the Moon) și Do (Heaven).

## Discografie
Albume
- Westlife (1999)
- Coast to Coast (2000)
- World of Our Own (2001)
- Turnaround (2003)
- Allow Us to Be Frank (2004)
- Face to Face (2005)
- The Love Album (2006)
- Back Home (2007)
- Where We Are (2009)
- Gravity (2010)